# Lithocarpus urceolaris
Lithocarpus urceolaris är en bokväxtart som först beskrevs av William Jack, och fick sitt nu gällande namn av Elmer Drew Merrill. Lithocarpus urceolaris ingår i släktet Lithocarpus och familjen bokväxter. Inga underarter finns listade.